# إبراهام فرنانديز
إبراهام فرنانديز (بالإسبانية: Abraham Fernández Martínez)‏ هو متزحلق جبال الألب إسباني، ولد في 1 يونيو 1967.

## وصلات خارجية
- ابراهام فرنانديز على موقع الاتحاد الدولي للتزلج (التزلج على المنحدرات الثلجية) (الإنجليزية)
- ابراهام فرنانديز على موقع اللجنة الأولمبية الدولية (الإنجليزية)
- ابراهام فرنانديز على موقع أوليمبيديا (الإنجليزية)
- ابراهام فرنانديز على موقع اللجنة الأولمبية الإسبانية (الإسبانية)